# グランプリ博物館

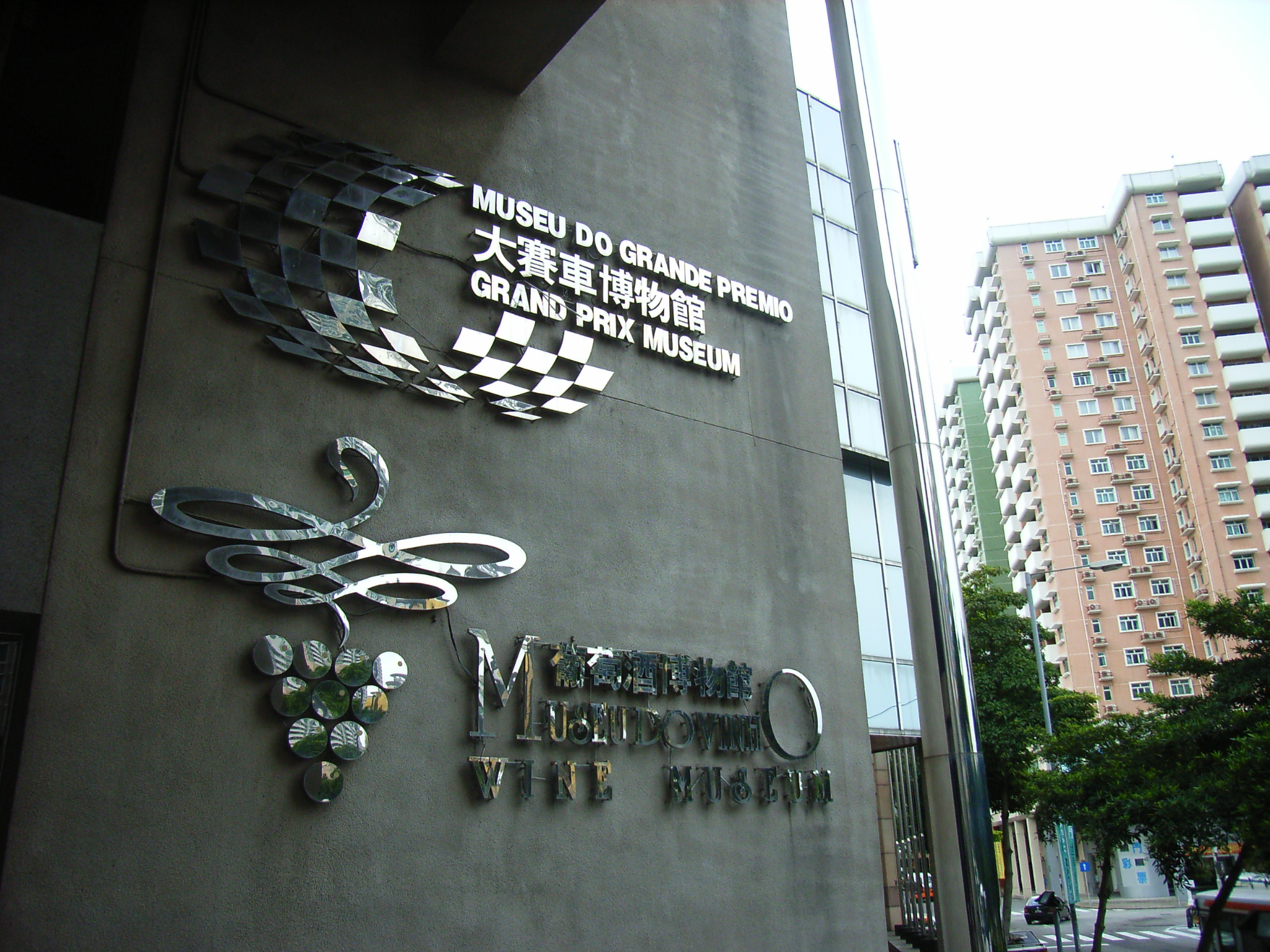
グランプリ博物館

グランプリ博物館（中国語: 大賽車博物館 ポルトガル語: Museo do Grande Premio）は、マカオのサン・アントニオにある博物館である。1993年11月18日にマカオグランプリの40周年記念で開設された。マカオグランプリの歴史を扱っている。